# Hazel R. O'Leary
Hazel Reid O'Leary, född 17 maj 1937 i Newport News, Virginia, var USA:s energiminister under Bill Clintons första mandatperiod, mellan 1993 och 1997. Hon var den första kvinnan att inneha posten.